# Epidendrum cartilaginiflorum
Epidendrum cartilaginiflorum är en orkidéart som beskrevs av Heinrich Gustav Reichenbach. Epidendrum cartilaginiflorum ingår i släktet Epidendrum och familjen orkidéer.
Artens utbredningsområde är Bolivia. Inga underarter finns listade i Catalogue of Life.